# Eastchester-Dyre Avenue
Eastchester-Dyre Avenue è una fermata della metropolitana di New York, situata sulla linea IRT Dyre Avenue. Nel 2016 è stata utilizzata da 1 293 411 passeggeri.
È servita dalle linee 2 Seventh Avenue Express, attiva solo nei fine settimana, e 5 Lexington Avenue Express, attiva solo nei giorni feriali.